# Rasmedveten politik
En rasmedveten politik (engelska: Race-conscious policy) är ett begrepp inom amerikansk politik som beskriver en politik som syftar till att förbättra villkoren för etniska minoriteter. Det görs genom att politiken försöker åtgärda historiska orättvisor och ojämlikheter som funnits mellan olika etniska grupper. Politiken kan innehålla beslut för positiv särbehandling eller kvotering för att öka representationen av det underrepresenterade etniska grupperna i vissa sammanhang. Det kan också innehålla lagstiftning och samhällssatsningar som syftar till att utjämna tillgången till och ojämlikheten i utbildning, hälsovård och ekonomiska möjligheter som på grund av historisk rasdiskriminering påverkar nutida samhällsförhållanden.

## Innebörd
Begreppet rasmedveten politik är sprungen ur en amerikansk kontext. I USA är sådana politiska åtgärder vanligtvis inriktade på att förbättra ställningen för afroamerikaner. Det finns många olika typer av rasmedvetna politiska åtgärder, från icke-diskrimineringspolitik till etnisk kvotering. Deras huvudsakliga syfte är tvåfaldigt: att kompensera för tidigare diskriminering mot den aktuella gruppen och att öka jämlikhet i möjligheter.

## Utbildningspolitik
I USA har rasmedvetna politiska åtgärder som bussning av elever i desegregerande syfte länge använts för att motverka skolsegregation. Under 1960- och 1970-talen fattade USA:s högsta domstol oftare i denna riktning än vad de gjort därefter.

## Internationellt
Till skillnad från många andra västeuropeiska länder har Frankrike undvikit att anta rasmedvetna politiska åtgärder. Variationer i politik mellan exempelvis Storbritannien och Frankrike beror till stor del på hur rasmedveten politik beskrivits i de båda länderna.

## Opinion
Vita människor är minst benägna att stödja rasmedvetna politiska åtgärder, medan afroamerikaner är mest benägna att stödja dem. Latinamerikaner och asiater i USA intar en mittenposition i dessa politiska åtgärder. Denna grova uppdelning förändras inte när hänsyn till rasfördomar, klassbakgrund och andra sociala faktorer vägs in.